# Persone di nome Piero/Calciatori
| Questa pagina contiene informazioni ricavate automaticamente dalle voci biografiche con l'ausilio del template Bio e di un bot. L'aggiornamento è periodico e automatico e ricostruisce completamente la pagina. Se manca una persona in questa lista, sei pregato di non aggiungerla, ma accertati piuttosto che la sua voce biografica contenga il template Bio e che i dati anagrafici siano correttamente compilati. Se il template Bio manca, inseriscilo tu stesso o, in alternativa, metti l'avviso {{tmp\|Bio}} che ne segnala la mancanza. Se i dati riportati sono sbagliati, correggi direttamente la voce biografica; le modifiche saranno visibili in questa lista entro pochi giorni. Per chiarimenti vedi il progetto antroponimi. La lista contiene solo le 59 persone che sono citate nell'enciclopedia e per le quali è stato implementato correttamente il template Bio. Pagina aggiornata al 22 lug 2025. |

Questa è una lista di persone presenti nell'enciclopedia che hanno il nome Piero e sono calciatori.

## A(4)
- Piero Aggradi, calciatore e dirigente sportivo italiano (Torino, n. 1934 - Pescara, † 2008)
- Piero Alva, ex calciatore peruviano (Lima, n. 1979)
- Piero Andreoli, calciatore e allenatore di calcio italiano (Verona, n. 1911 - Verona, † 1984)
- Piero Antona, calciatore italiano (Vigevano, n. 1912 - Vigevano, † 1969)

## B(8)
- Piero Bandini, calciatore italiano (Livorno, n. 1907 - † 1993)
- Piero Baroncini, ex calciatore e allenatore di calcio italiano (Firenze, n. 1941)
- Piero Battioni, calciatore italiano
- Pietro Bersia, calciatore italiano (Torino, n. 1929 - Torino, † 2002)
- Piero Biagini, ex calciatore italiano (Lucca, n. 1932)
- Piero Borello, calciatore italiano
- Piero Bossola, calciatore italiano (Livorno Piemonte, n. 1899 - Torino, † 1956)
- Piero Bottaro, calciatore italiano (Genova, n. 1904 - Genova, † 1976)

## C(8)
- Piero Campelli, calciatore italiano (Milano, n. 1893 - Milano, † 1946)
- Piero Carpella, calciatore italiano
- Piero Castello, calciatore italiano (Palazzolo Vercellese, n. 1907 - † 1980)
- Piero Cazzaniga, calciatore italiano (Milano, n. 1932 - Menaggio, † 2022)
- Piero Cereda, calciatore italiano (Sesto San Giovanni, n. 1925)
- Piero Colli, calciatore e allenatore di calcio italiano (Vigevano, n. 1914 - † 2010)
- Piero Comisso, ex calciatore italiano (Precenicco, n. 1937)
- Piero Cucchi, ex calciatore e allenatore di calcio italiano (Boffalora sopra Ticino, n. 1939)

## D(3)
- Piero De Stefanis, calciatore italiano (Voghera, n. 1914)
- Piero Dondi, calciatore italiano (Novara, n. 1915)
- Piero Dotti, ex calciatore italiano (Castelfranco Emilia, n. 1939)

## F(1)
- Piero Fraccapani, ex calciatore italiano (Milano, n. 1948)

## G(5)
- Piero Gardoni, calciatore italiano (Bergamo, n. 1934 - Sarnico, † 1994)
- Piero Gibellino, calciatore italiano (Gattinara, n. 1926 - Gattinara, † 2003)
- Piero Gilli, calciatore italiano (Torino, n. 1897 - Torino, † 1967)
- Piero Golin, ex calciatore italiano (Torino, n. 1928)
- Piero Gonfiantini, calciatore italiano (Signa, n. 1937 - Signa, † 2025)

## H(1)
- Piero Hincapié, calciatore ecuadoriano (Esmeraldas, n. 2002)

## L(1)
- Piero Lombardi, calciatore italiano

## M(9)
- Piero Maggini, calciatore italiano (Livorno, n. 1948 - Livorno, † 1984)
- Piero Mariani, calciatore italiano (Mortara, n. 1911 - Cilavegna, † 1990)
- Piero Maronati, calciatore e allenatore di calcio italiano (Magenta, n. 1920)
- Piero Martin, calciatore italiano (Ronco Canavese, n. 1899)
- Piero Martinella, calciatore italiano (Milano, n. 1899)
- Piero Martines, calciatore italiano (Perledo, n. 1896 - Jugoslavia, † 1943)
- Piero Merlo, ex calciatore italiano (Como, n. 1935)
- Piero Mocca, calciatore italiano (Palazzolo Vercellese, n. 1921)
- Piero Mondini, calciatore italiano (Soresina, n. 1906)

## O(1)
- Piero Operto, calciatore italiano (Torino, n. 1926 - Superga, † 1949)

## P(7)
- Piero Pampaloni, calciatore italiano (Bientina, n. 1909 - Bientina, † 1983)
- Piero Pepi, calciatore italiano (Piombino)
- Piero Persico, calciatore e allenatore di calcio italiano (Bergamo, n. 1930 - San Benedetto del Tronto, † 2014)
- Piero Pierobon, calciatore italiano (Padova, n. 1931 - † 2010)
- Piero Pietrasanta, calciatore italiano (Rivalta Bormida, n. 1922)
- Piero Pombia, calciatore italiano (Trecate, n. 1924 - Trecate, † 1998)
- Piero Pozzi, calciatore italiano (Vercelli, n. 1920 - Chiavari, † 1991)

## Q(1)
- Piero Quispe, calciatore peruviano (Lima, n. 2001)

## R(5)
- Piero Ragaglia, calciatore italiano (Bobbio, n. 1903 - Vsevolodo-Vil'va, † 1943)
- Piero Redaelli, calciatore italiano
- Piero Ricci, calciatore italiano (Cesena, n. 1922 - † 2020)
- Piero Romagnolo, calciatore italiano (Vercelli, n. 1914)
- Piero Rossi, calciatore italiano

## S(2)
- Piero Scesa, calciatore italiano (Domodossola, n. 1939 - Villadossola, † 2022)
- Piero Suppi, calciatore italiano (Arzignano, n. 1920 - Firenze, † 1998)

## T(2)
- Piero Thiella, calciatore italiano (Milano, n. 1904)
- Piero Trapanelli, calciatore e allenatore di calcio italiano (Milano, n. 1924 - Milano, † 2023)

## V(1)
- Piero Veratti, calciatore italiano